# 마스터마인드 (2016년 영화)
《마스터마인드》(영어: Masterminds)는 미국에서 제작된 재러드 헤스 감독의 2016년 범죄 코미디 영화이다. 잭 갤리퍼내키스 등이 출연하였다.
2016년 9월 26일 로스앤젤레스에서 전 세계 최초로 상영되었으며, 2016년 9월 30일 렐러티비티 미디어를 통해 미국에서 극장 개봉되었다.

## 출연진
- 잭 갤리퍼내키스
- 크리스틴 위그
- 오언 윌슨
- 제이슨 수데이키스
- 케이트 매키넌
- 레슬리 존스
- 메리 엘리자베스 엘리스
- 켄 머리노
- 데빈 래트레이
- 존 데일리
- 로다 그리피스
- 대니얼 서카파
- 맷 코보이

## 기타 제작진
- 총괄 제작: 조디 힐, 대니 R. 맥브라이드